# Kornel Saláta
Kornel Saláta (en húngaro: Saláta Kornél; pronunciación en eslovaco: /ˈkɔrnɛl ˈsalaːta/; Kamenica nad Hronom, Checoslovaquia, 24 de enero de 1985) es un futbolista eslovaco de etnia húngara que se desempeña como defensa en el KFC Komárno de la 2. liga de Eslovaquia.

## Biografía
Pertenece a la minoría húngara en Eslovaquia, y habla tanto húngaro como eslovaco con fluidez, además de tener conocimientos de inglés y ruso.
Hizo su debut en la Corgoň Liga en la temporada 2005-06 con el FK Púchov. Al final de la temporada, Púchov descendió a la Primera Liga de Eslovaquia y Saláta firmó con el Artmedia Petržalka. Allí ganó la Corgoň Liga y la Copa de Eslovaquia en la temporada 2007-08. En 2007, es cedido al FK Dukla Banská Bystrica. En el verano de 2009, se trasladó al Slovan Bratislava, jugando el primer partido del año por la Supercopa de Eslovaquia. En enero de 2011, firmó contrato por cuatro años con el club ruso FC Rostov por un millón de euros como uno de los mejores defensores de la Corgoň Liga. Fue cedido al FC Tom Tomsk  en 2013 y volvió al Slovan Bratislava en 2014, año en el cual fue cedido al DAC Dunajská Streda. En 2019, tuvo un breve paso por el Szombathelyi Haladás de Hungría, para luego fichar por el KFC Komárno de la segunda división eslovaca.

## Selección nacional
Ha sido internacional con la selección de fútbol de Eslovaquia en 40 ocasiones y ha convertido 2 goles. Hizo su debut en la nacional contra Suiza el 24 de mayo de 2008. Participó en la Copa Mundial de 2010, jugando 83 minutos en el segundo partido del grupo contra Paraguay. 
En 2016, fue convocado para la Eurocopa de Francia.

### Participaciones en Copas del Mundo
| Mundial                        | Sede      | Resultado        | Partidos | Goles |
| ------------------------------ | --------- | ---------------- | -------- | ----- |
| Copa Mundial de Fútbol de 2010 | Sudáfrica | Octavos de final | 1        | 0     |

### Participaciones en Eurocopas
| Copa          | Sede    | Resultado        | Partidos | Goles |
| ------------- | ------- | ---------------- | -------- | ----- |
| Eurocopa 2016 | Francia | Octavos de final | 1        | 0     |

## Clubes
| Club                                | País       | Año       |
| ----------------------------------- | ---------- | --------- |
| FK Púchov                           | Eslovaquia | 2005-2006 |
| MFK Petržalka                       | Eslovaquia | 2006-2009 |
| → FK Dukla Banská Bystrica (cedido) | Eslovaquia | 2007      |
| Slovan Bratislava                   | Eslovaquia | 2009-2010 |
| FC Rostov                           | Rusia      | 2011-2014 |
| → FC Tom Tomsk (cedido)             | Rusia      | 2013-2014 |
| Slovan Bratislava                   | Eslovaquia | 2014-2018 |
| → DAC Dunajská Streda (cedido)      | Eslovaquia | 2014      |
| Szombathelyi Haladás                | Hungría    | 2019      |
| KFC Komárno                         | Eslovaquia | 2019-     |

## Palmarés

### Campeonatos nacionales
| Título                  | Club               | País       | Año  |
| ----------------------- | ------------------ | ---------- | ---- |
| Corgoň Liga             | Artmedia Petržalka | Eslovaquia | 2008 |
| Copa de Eslovaquia      | Artmedia Petržalka | Eslovaquia | 2008 |
| Supercopa de Eslovaquia | Slovan Bratislava  | Eslovaquia | 2009 |
| Copa de Eslovaquia      | Slovan Bratislava  | Eslovaquia | 2010 |
| Copa de Eslovaquia      | Slovan Bratislava  | Eslovaquia | 2017 |
| Copa de Eslovaquia      | Slovan Bratislava  | Eslovaquia | 2018 |